# Clairavaux
Clairavaux är en kommun i departementet Creuse i regionen Nouvelle-Aquitaine i de centrala delarna av Frankrike. Kommunen ligger i kantonen La Courtine som tillhör arrondissementet Aubusson. År 2022 hade Clairavaux 151 invånare.

## Befolkningsutveckling
Antalet invånare i kommunen Clairavaux
Referens:INSEE